# ビル・ローレンス
ビル・ローレンス（英: Bill Lawrence、1931年3月24日 - 2013年11月2日）は、エレクトリック・ギター用ピックアップの製作者である。ドイツのケルン近郊出身。

## 概要
エレクトリックギター史の初期からピックアップ製作に携わり、特にリプレイスメント（交換）用のピックアップ開発で功績を残している。
ジミ・ヘンドリックスのストラトの改造、セットアップを手掛け、後にディマジオ社を立ち上げるラリー・ディマジオ、バルトリーニ社を立ち上げるビル・バルトリーニの両者にピックアップ製作を基礎から指導した。
ビルの独自に手がけたピックアップに、代表的な仕様の『L-250』、『L-500』等がある。
特徴としてポールピースが従来のスポット状ではなくブレード状に弦間に隙間なくデザインされ、チョーキング時の音切れを考慮したもので、これは追従する他メーカーの先駆けである。
ビル・ローレンスの初期のユーザーで著名なのはジョー・ペリーである。また、90年代頃にダイムバッグ・ダレルやヌーノ・ベッテンコートの使用で音質やデザインの確かさが再認識された。
セイモア・ダンカンがダレルの為に開発した「ダイムバッカー」はビル・ローレンスのピックアップ・デザインの特徴を模倣し、踏襲した概観と構造を備えている。

## 日本国内のギター・ベースブランド
1980年代初めから90年代半ばまでモリダイラ楽器の販売、モーリス楽器製造の製造で、彼の名を冠したブランドが存在した。よく知られるモデルは木暮武彦(シャケ)、五十嵐美貴（SHOW-YA）、奥井香、伊藤浩樹（ECHOES）、はたけ、森高千里などのシグネイチャーモデルである。ヴィンテージフェンダー系の記号だけに留まらない、ビルローレンスのピックアップを活かした創作的モデルも多く存在した。
シグネイチャーモデルの中でも木暮モデルは、当時日本一の記録的売り上げを誇ったものの、ブランドとしては当時大きな成功はしなかった。ピルローレンスとの契約終了後に「Bill's Brothers」というブランドも存在したが、Bill Lawrenceのピックアップは採用されていなかった）。
また、プリンスがプロモーションビデオで使用し有名になった同じモリダイラ楽器のH.S.Andersonのテレキャスタータイプギター「マッドキャット」（プリンス使用の物は輸出向けのホーナーブランド）もH.S.Anderson消滅後にBill Lawrenceブランドで生産された。（のちに再度H.S.Andersonブランドにて限定再生産）